# Kouini
Kouini est une localité située dans le département de Nagbingou de la province du Namentenga dans la région Centre-Nord au Burkina Faso. 

## Géographie
Situé sur la rive droite de la rivière Faga, Kouini se trouve à environ 7 km au nord-ouest de Nagbingou. Le village est traversé par la route départementale 22 reliant Yalgo à Bouroum (à environ 12 km à l'ouest).

## Éducation et santé
Depuis décembre 2013, Kouini accueille un centre de santé et de promotion sociale (CSPS), tandis que le centre médical d'importance le plus proche est le centre hospitalier régional (CHR) de Kaya dans la province voisine. Le village présente la particularité d'être, depuis 1995, le seul foyer endémique important du pays pour la présence du ver de Guinée. Infestant les mares du secteur et véhiculé par des forages d'eau impropre à la consommation, le ver provoque des filarioses dans les populations locales. Plusieurs campagnes d'éradication ont été entreprises, notamment sous l'égide de l'OMS.
Kouini possède une école primaire publique.